# Sovrani dell'impero seleucide
I sovrani dell'impero seleucide (detti anche imperatori seleucidi, re di Siria o re d'Asia) furono i monarchi dell'impero seleucide.
Il titolo fu mantenuto per la maggior parte del tempo da membri della dinastia seleucide (talvolta in lotta tra loro), per un periodo dalla dinastia artasside e in alcuni anni da usurpatori non dinastici.

## Seleucidi (311-150 a.C.)
- Seleuco I Nicatore (311-281 a.C.)
- Antioco I Sotere (281-261 a.C.)
- Antioco II Teo (261-246 a.C.)
- Seleuco II Callinico (246-225 a.C.)
- Antioco Ierace (245-226 a.C., separatista in Asia minore)
- Seleuco III Cerauno (225-222 a.C.)
- Acheo (223-213 a.C., separatista in Asia minore)
- Antioco III il Grande (222-187 a.C.)
- Seleuco IV Filopatore (187-175 a.C.)
- Antioco IV Epifane (175-164 a.C.)
- Antioco V Eupatore (164-162 a.C.)
- Timarco (163-160 a.C., usurpatore)
- Demetrio I Sotere (162-150 a.C.)

## Guerra civile (150-137 a.C.)
Linea di Alessandro Bala:
- Alessandro I Bala (150-145 a.C.)
- Antioco VI Dioniso (145-142 a.C.)
- Diodoto Trifone (142-137 a.C.)

Seleucidi:
- Demetrio II Nicatore (147-138 a.C.)

## Seleucidi (138-121 a.C.)
- Antioco VII Evergete Sidete (138-129 a.C.)
- Demetrio II Nicatore (129-126 a.C.)
- Seleuco V Filometore con Cleopatra Tea (126-125 a.C.)
- Antioco VIII Gripo con Cleopatra Tea (125-121 a.C.)
- Alessandro II Zabina (126-122 a.C., usurpatore)

## Seleucidi, guerra civile (121-83 a.C.)
- Antioco VIII Gripo (121-96 a.C.)
- Antioco IX Ciziceno (116-96 a.C.)
- Seleuco VI Epifane (96-95 a.C.)
- Antioco X Eusebe (95-92 a.C.)
- Antioco XI Epifane con Filippo I Filadelfo (95-92 a.C.)
- Demetrio III Euchero (95 a.C.)
- Filippo I Filadelfo (92-83 a.C.)
- Antioco XII Dionisio (87-84 a.C.)

## Artassadi e Seleucidi (83-69 a.C.)
- Tigrane II il Grande (83-69 a.C.)
- Seleuco VII Filometore (83-69 a.C.)

## Seleucidi, guerra civile (69-64 a.C.)
- Antioco XIII Asiatico (69-64 a.C.)
- Filippo II Filoromeo (66-64 a.C.)